# Mistrzostwa Polski w piłce nożnej mężczyzn
Mistrzostwa Polski w piłce nożnej mężczyzn (oficjalny skrót MP) – rozgrywki piłkarskie, prowadzone cyklicznie - corocznie lub cosezonowo (na przełomie dwóch lat kalendarzowych) - mające na celu wyłonienie najlepszej męskiej drużyny w Polsce.

## Historia
Mistrzostwa Polski w piłce nożnej rozgrywane są od 1920 r. Obecnie rozgrywki są organizowane na następujących poziomach ligowych: Ekstraklasa, I liga, II liga, 4-grupowa III liga, 21-grupowa IV liga. Ponadto funkcjonują szczeble okręgowe: klasa okręgowa oraz klasy A, B i C.
Pierwszy w dziejach udokumentowany mecz piłkarski rozegrany przez Polaków na ziemiach polskich odbył się 14 lipca 1894 we Lwowie, pomiędzy drużynami Sokoła lwowskiego oraz krakowskiego (1:0). Latem 1903 r. we Lwowie założono pierwszy polski klub piłkarski (Lechię Lwów), następnie Sławę (Czarnych) (w sierpniu 1903 r.) oraz Klub Gimnastyczno-Sportowy IV. Gimnazjum (Pogoń) (wiosną 1904 r.). Potem w Krakowie zostały utworzone: Cracovia (13 czerwca 1906) i Wisła (we wrześniu 1906 r.).
W 1911 r. w Galicji powstały: najpierw Związek Footbalistów Polskich, zaś później Związek Polski Piłki Nożnej. Ten drugi działał prężnie do wybuchu I wojny światowej dwukrotnie organizując Mistrzostwa Galicji w piłce nożnej. 8 maja 1913 na własnym stadionie Cracovia pokonała Wisłę 2:1, a mecz ten to historyczne pierwsze spotkanie polskich drużyn w oficjalnych rozgrywkach w ramach struktur FIFA.
Równolegle w zaborze pruskim w 1913 r. powołano piłkarski Związek Polskich Towarzystw Sportowych, który organizował mistrzostwa Wielkopolski w piłce nożnej. Pierwsza edycja tych rozgrywek rozpoczęła się 18 maja 1913 meczem Posnanii z Wartą Poznań. Kolejne edycje zorganizowano w latach 1914 i 1919.
Po odzyskaniu przez Polskę niepodległości, Związek Polski Piłki Nożnej stał się zalążkiem dla Polskiego Związku Piłki Nożnej (PZPN), założonego 20 grudnia 1919, po czym rozpoczęto organizowanie pierwszych oficjalnych mistrzostw kraju w sezonie 1920.
W latach 1920–1926 oraz 1946 i 1947 mistrza Polski wyłaniano systemem nieligowym – podczas Turnieju Finałowego Mistrzostw Polski – spośród zwycięzców rozgrywek regionalnych (Klasy A), organizowanych we wszystkich okręgach piłkarskich przez właściwe miejscowo Okręgowe Związki Piłki Nożnej. W sezonie 1951 – mistrzostwo Polski przyznano nie zwycięzcy ówczesnej I ligi, lecz zdobywcy Pucharu Polski. W pozostałych latach (tj. 1927–1938 i od 1948 r. do dziś) mistrzem Polski zostawał zawsze triumfator ligowych rozgrywek najwyższego szczebla. Od sezonu 1927 do sezonu 1948 nosiły one nazwę Liga polska, a od edycji 1949 I liga polska. Od sezonu 2005/06 ówczesna I liga stała się ligą zawodową (zarządzaniem nią zajął się utworzony do tego podmiot Ekstraklasa SA), a od sezonu 2008/09 przemianowano ją oficjalnie na Ekstraklasę (wcześniej była to nazwa zwyczajowa).

## Mistrzowie i pozostali medaliści
| Sezon                        | K | K | T  | Mistrz                | Wicemistrz                       | III miejsce                         | Br. | Król strzelców                                                                                         | Uwagi                                 |
| Nieligowe mistrzostwa Polski |   |   |    |                       |                                  |                                     |     | |                                       |
| 1920                         |   |   |    |                       |                                  |                                     |     | | MP nie dokończono                     |
| 1921                         |   |   | 1  | Cracovia              | Polonia Warszawa                 | Warta Poznań                        | 9   | Józef Kałuża (Cracovia)                                                                                | 5 klubów                              |
| 1922                         |   |   | 1  | Pogoń Lwów            | Warta Poznań                     | Cracovia ŁKS Łódź                   | 21  | Wacław Kuchar (Pogoń Lwów)                                                                             | 2 grupy po 4 kluby                    |
| 1923                         |   |   | 2  | Pogoń Lwów            | Wisła Kraków                     | Polonia Warszawa Warta Poznań       | 17  | Mieczysław Batsch (Pogoń Lwów)                                                                         | 2 grupy po 4 kluby                    |
| 1924                         |   |   |    |                       |                                  |                                     |     | | MP nie rozgrywano                     |
| 1925                         |   |   | 3  | Pogoń Lwów            | Warta Poznań                     | Wisła Kraków                        | 11  | Henryk Reyman (Wisła Kraków)                                                                           | 3 grupy po 3 kluby                    |
| 1926                         |   |   | 4  | Pogoń Lwów            | Polonia Warszawa                 | Warta Poznań                        | 11  | Józef Garbień (Pogoń Lwów) Wacław Kuchar (Pogoń Lwów)                                                  | 3 grupy po 3 kluby                    |
| 1927                         |   |   |    |                       |                                  |                                     |     | | MP nie dokończono                     |
| Liga polska                  |   |   |    |                       |                                  |                                     |     | |                                       |
| 1927                         |   |   | 1  | Wisła Kraków          | 1. FC Katowice                   | Warta Poznań                        | 37  | Henryk Reyman (Wisła Kraków)                                                                           | 14 klubów                             |
| 1928                         |   |   | 2  | Wisła Kraków          | Warta Poznań                     | Legia Warszawa                      | 28  | Ludwik Gintel (Cracovia)                                                                               | 15 klubów                             |
| 1929                         |   |   | 1  | Warta Poznań          | Garbarnia Kraków                 | Wisła Kraków                        | 25  | Rochus Nastula (Czarni Lwów)                                                                           | 13 klubów                             |
| 1930                         |   |   | 2  | Cracovia              | Wisła Kraków                     | Legia Warszawa                      | 24  | Karol Kossok (Cracovia)                                                                                | 12 klubów                             |
| 1931                         |   |   | 1  | Garbarnia Kraków      | Wisła Kraków                     | Legia Warszawa                      | 24  | Walerian Kisieliński (Wisła Kraków)                                                                    | 12 klubów                             |
| 1932                         |   |   | 3  | Cracovia              | Pogoń Lwów                       | Warta Poznań                        | 15  | Kajetan Kryszkiewicz (Warta Poznań)                                                                    | 12 klubów                             |
| 1933                         |   |   | 1  | Ruch Wielkie Hajduki  | Pogoń Lwów                       | Wisła Kraków                        | 18  | Artur Woźniak (Wisła Kraków)                                                                           | 2 grupy po 6 klubów                   |
| 1934                         |   |   | 2  | Ruch Wielkie Hajduki  | Cracovia                         | Wisła Kraków                        | 34  | Ernest Wilimowski (Ruch Wielkie Hajduki)                                                               | 12 klubów                             |
| 1935                         |   |   | 3  | Ruch Wielkie Hajduki  | Pogoń Lwów                       | Warta Poznań                        | 22  | Michał Matyas (Pogoń Lwów)                                                                             | 11 klubów                             |
| 1936                         |   |   | 4  | Ruch Wielkie Hajduki  | Wisła Kraków                     | Warta Poznań                        | 18  | Ernest Wilimowski (Ruch Wielkie Hajduki) Teodor Peterek (Ruch Wielkie Hajduki)                         | 10 klubów                             |
| 1937                         |   |   | 4  | Cracovia              | AKS Chorzów                      | Ruch Wielkie Hajduki                | 12  | Artur Woźniak (Wisła Kraków)                                                                           | 10 klubów                             |
| 1938                         |   |   | 5  | Ruch Wielkie Hajduki  | Warta Poznań                     | Wisła Kraków                        | 21  | Ernest Wilimowski (Ruch Wielkie Hajduki) Teodor Peterek (Ruch Wielkie Hajduki)                         | 10 klubów                             |
| 1939                         |   |   |    |                       |                                  |                                     |     | | MP nie dokończono                     |
| 1940                         |   |   |    |                       |                                  |                                     |     | | MP nie rozgrywano                     |
| 1941                         |   |   |    |                       |                                  |                                     |     | | MP nie rozgrywano                     |
| 1942                         |   |   |    |                       |                                  |                                     |     | | MP nie rozgrywano                     |
| 1943                         |   |   |    |                       |                                  |                                     |     | | MP nie rozgrywano                     |
| 1944                         |   |   |    |                       |                                  |                                     |     | | MP nie rozgrywano                     |
| 1945                         |   |   |    |                       |                                  |                                     |     | | MP nie rozgrywano                     |
| Nieligowe mistrzostwa Polski |   |   |    |                       |                                  |                                     |     | |                                       |
| 1946                         |   |   | 1  | Polonia Warszawa      | Warta Poznań                     | AKS Chorzów                         | 8   | Henryk Spodzieja (AKS Chorzów)                                                                         | 18 klubów syst. pucharowym            |
| 1947                         |   |   | 2  | Warta Poznań          | Wisła Kraków                     | AKS Chorzów                         | 4   | Mieczysław Gracz (Wisła Kraków)                                                                        | 3 gr. po 9,10,9 klubów                |
| Liga polska                  |   |   |    |                       |                                  |                                     |     | |                                       |
| 1948                         |   |   | 5  | Cracovia              | Wisła Kraków                     | Ruch Chorzów                        | 31  | Józef Kohut (Wisła Kraków)                                                                             | 14 klubów                             |
| I liga polska                |   |   |    |                       |                                  |                                     |     | |                                       |
| 1949                         |   |   | 3  | Gwardia Kraków        | Ogniwo Kraków                    | Kolejarz Poznań                     | 20  | Teodor Anioła (Kolejarz Poznań)                                                                        | 12 klubów                             |
| 1950                         |   |   | 4  | Gwardia Kraków        | Unia Chorzów                     | Kolejarz Poznań                     | 21  | Teodor Anioła (Kolejarz Poznań)                                                                        | 12 klubów                             |
| Puchar Polski                |   |   |    |                       |                                  |                                     |     | |                                       |
| 1950/1951                    |   |   | 6  | Unia Chorzów          | Gwardia Kraków                   | Budowlani Chorzów Kolejarz Warszawa | 7   | Henryk Spodzieja (Budowlani Chorzów)                                                                   | 55 klubów syst. pucharowym            |
| I liga polska                |   |   |    |                       |                                  |                                     |     | |                                       |
| 1951                         |   |   | –  | Gwardia Kraków        | Górnik Radlin                    | CWKS Warszawa                       | 20  | Teodor Anioła (Kolejarz Poznań)                                                                        | 12 klubów – rozgrywki niemistrzowskie |
| 1952                         |   |   | 7  | Unia Chorzów          | Ogniwo Bytom                     | Ogniwo MPK Kraków                   | 11  | Gerard Cieślik (Unia Chorzów)                                                                          | 2 grupy po 6 klubów                   |
| 1953                         |   |   | 8  | Unia Chorzów          | OWKS Kraków                      | Gwardia Kraków                      | 24  | Gerard Cieślik (Unia Chorzów)                                                                          | 12 klubów                             |
| 1954                         |   |   | 1  | Ogniwo Bytom          | ŁKS-Włókniarz Łódź               | Unia Chorzów                        | 13  | Henryk Kempny (Ogniwo Bytom) Ernest Pohl (CWKS Warszawa)                                               | 11 klubów                             |
| 1955                         |   |   | 1  | CWKS Warszawa         | Stal Sosnowiec                   | Unia-Ruch Chorzów                   | 16  | Stanisław Hachorek (Gwardia Warszawa)                                                                  | 12 klubów                             |
| 1956                         |   |   | 2  | CWKS Warszawa         | Ruch Chorzów                     | Lechia Gdańsk                       | 21  | Henryk Kempny (CWKS Warszawa)                                                                          | 12 klubów                             |
| 1957                         |   |   | 1  | Górnik Zabrze         | Gwardia Warszawa                 | ŁKS Łódź                            | 19  | Lucjan Brychczy (Legia Warszawa)                                                                       | 12 klubów                             |
| 1958                         |   |   | 1  | ŁKS Łódź              | Polonia Bytom                    | Górnik Zabrze                       | 19  | Władysław Soporek (ŁKS Łódź)                                                                           | 12 klubów                             |
| 1959                         |   |   | 2  | Górnik Zabrze         | Polonia Bytom                    | Gwardia Warszawa                    | 21  | Ernest Pohl (Górnik Zabrze) Jan Liberda (Polonia Bytom)                                                | 12 klubów                             |
| 1960                         |   |   | 9  | Ruch Chorzów          | Legia Warszawa                   | Górnik Zabrze                       | 17  | Marian Norkowski (Polonia Bydgoszcz)                                                                   | 12 klubów                             |
| 1961                         |   |   | 3  | Górnik Zabrze         | Polonia Bytom                    | Legia Warszawa                      | 24  | Ernest Pohl (Górnik Zabrze)                                                                            | 14 klubów                             |
| 1962                         |   |   | 2  | Polonia Bytom         | Górnik Zabrze                    | Zagłębie Sosnowiec                  | 16  | Jan Liberda (Polonia Bytom)                                                                            | 2 grupy po 7 klubów                   |
| 1962/1963                    |   |   | 4  | Górnik Zabrze         | Ruch Chorzów                     | Zagłębie Sosnowiec                  | 18  | Marian Kielec (Pogoń Szczecin)                                                                         | 14 klubów                             |
| 1963/1964                    |   |   | 5  | Górnik Zabrze         | Zagłębie Sosnowiec               | Odra Opole                          | 18  | Lucjan Brychczy (Legia Warszawa) Józef Gałeczka (Zagłębie Sosnowiec) Jerzy Wilim (Szombierki Bytom)    | 14 klubów                             |
| 1964/1965                    |   |   | 6  | Górnik Zabrze         | Szombierki Bytom                 | Zagłębie Sosnowiec                  | 20  | Lucjan Brychczy (Legia Warszawa)                                                                       | 14 klubów                             |
| 1965/1966                    |   |   | 7  | Górnik Zabrze         | Wisła Kraków                     | Polonia Bytom                       | 23  | Włodzimierz Lubański (Górnik Zabrze)                                                                   | 14 klubów                             |
| 1966/1967                    |   |   | 8  | Górnik Zabrze         | Zagłębie Sosnowiec               | Ruch Chorzów                        | 18  | Włodzimierz Lubański (Górnik Zabrze)                                                                   | 14 klubów                             |
| 1967/1968                    |   |   | 10 | Ruch Chorzów          | Legia Warszawa                   | Górnik Zabrze                       | 24  | Włodzimierz Lubański (Górnik Zabrze)                                                                   | 14 klubów                             |
| 1968/1969                    |   |   | 3  | Legia Warszawa        | Górnik Zabrze                    | Polonia Bytom                       | 22  | Włodzimierz Lubański (Górnik Zabrze)                                                                   | 14 klubów                             |
| 1969/1970                    |   |   | 4  | Legia Warszawa        | Ruch Chorzów                     | Górnik Zabrze                       | 18  | Andrzej Jarosik (Zagłębie Sosnowiec)                                                                   | 14 klubów                             |
| 1970/1971                    |   |   | 9  | Górnik Zabrze         | Legia Warszawa                   | Zagłębie Wałbrzych                  | 13  | Andrzej Jarosik (Zagłębie Sosnowiec)                                                                   | 14 klubów                             |
| 1971/1972                    |   |   | 10 | Górnik Zabrze         | Zagłębie Sosnowiec               | Legia Warszawa                      | 16  | Ryszard Szymczak (Gwardia Warszawa)                                                                    | 16 klubów                             |
| 1972/1973                    |   |   | 1  | Stal Mielec           | Ruch Chorzów                     | Gwardia Warszawa                    | 13  | Grzegorz Lato (Stal Mielec)                                                                            | 16 klubów                             |
| 1973/1974                    |   |   | 11 | Ruch Chorzów          | Górnik Zabrze                    | Stal Mielec                         | 15  | Zdzisław Kapka (Wisła Kraków)                                                                          | 16 klubów                             |
| 1974/1975                    |   |   | 12 | Ruch Chorzów          | Stal Mielec                      | Śląsk Wrocław                       | 19  | Grzegorz Lato (Stal Mielec)                                                                            | 16 klubów                             |
| 1975/1976                    |   |   | 2  | Stal Mielec           | GKS Tychy                        | Wisła Kraków                        | 20  | Kazimierz Kmiecik (Wisła Kraków)                                                                       | 16 klubów                             |
| 1976/1977                    |   |   | 1  | Śląsk Wrocław         | Widzew Łódź                      | Górnik Zabrze                       | 17  | Włodzimierz Mazur (Zagłębie S.)                                                                        | 16 klubów                             |
| 1977/1978                    |   |   | 5  | Wisła Kraków          | Śląsk Wrocław                    | Lech Poznań                         | 15  | Kazimierz Kmiecik (Wisła Kraków)                                                                       | 16 klubów                             |
| 1978/1979                    |   |   | 13 | Ruch Chorzów          | Widzew Łódź                      | Stal Mielec                         | 17  | Kazimierz Kmiecik (Wisła Kraków)                                                                       | 16 klubów                             |
| 1979/1980                    |   |   | 1  | Szombierki Bytom      | Widzew Łódź                      | Legia Warszawa                      | 24  | Kazimierz Kmiecik (Wisła Kraków)                                                                       | 16 klubów                             |
| 1980/1981                    |   |   | 1  | Widzew Łódź           | Wisła Kraków                     | Szombierki Bytom                    | 18  | Krzysztof Adamczyk (Legia Warszawa)                                                                    | 16 klubów                             |
| 1981/1982                    |   |   | 2  | Widzew Łódź           | Śląsk Wrocław                    | Stal Mielec                         | 15  | Grzegorz Kapica (Szombierki Bytom)                                                                     | 16 klubów                             |
| 1982/1983                    |   |   | 1  | Lech Poznań           | Widzew Łódź                      | Ruch Chorzów                        | 15  | Mirosław Okoński (Lech Poznań) Mirosław Tłokiński (Widzew Łódź)                                        | 16 klubów                             |
| 1983/1984                    |   |   | 2  | Lech Poznań           | Widzew Łódź                      | Pogoń Szczecin                      | 14  | Włodzimierz Ciołek (Górnik Wałbrzych)                                                                  | 16 klubów                             |
| 1984/1985                    |   |   | 11 | Górnik Zabrze         | Legia Warszawa                   | Widzew Łódź                         | 14  | Leszek Iwanicki (Motor Lublin)                                                                         | 16 klubów                             |
| 1985/1986                    |   |   | 12 | Górnik Zabrze         | Legia Warszawa                   | Widzew Łódź                         | 20  | Andrzej Zgutczyński (Górnik Zabrze)                                                                    | 16 klubów                             |
| 1986/1987                    |   |   | 13 | Górnik Zabrze         | Pogoń Szczecin                   | GKS Katowice                        | 24  | Marek Leśniak (Pogoń Szczecin)                                                                         | 16 klubów                             |
| 1987/1988                    |   |   | 14 | Górnik Zabrze         | GKS Katowice                     | Legia Warszawa                      | 20  | Dariusz Dziekanowski (Legia W-wa)                                                                      | 16 klubów                             |
| 1988/1989                    |   |   | 14 | Ruch Chorzów          | GKS Katowice                     | Górnik Zabrze                       | 24  | Krzysztof Warzycha (Ruch Chorzów)                                                                      | 16 klubów                             |
| 1989/1990                    |   |   | 3  | Lech Poznań           | Zagłębie Lubin                   | GKS Katowice                        | 18  | Andrzej Juskowiak (Lech Poznań)                                                                        | 16 klubów                             |
| 1990/1991                    |   |   | 1  | Zagłębie Lubin        | Górnik Zabrze                    | Wisła Kraków                        | 21  | Tomasz Dziubiński (Wisła Kraków)                                                                       | 16 klubów                             |
| 1991/1992                    |   |   | 4  | Lech Poznań           | GKS Katowice                     | Widzew Łódź                         | 20  | Jerzy Podbrożny (Lech Poznań) Mirosław Waligóra (Hutnik Kraków)                                        | 18 klubów                             |
| 1992/1993                    |   |   | 5  | Lech Poznań           | Legia Warszawa                   | ŁKS Łódź                            | 25  | Jerzy Podbrożny (Lech Poznań)                                                                          | 18 klubów                             |
| 1993/1994                    |   |   | 5  | Legia Warszawa        | GKS Katowice                     | Górnik Zabrze                       | 21  | Zenon Burzawa (Sokół Pniewy)                                                                           | 18 klubów                             |
| 1994/1995                    |   |   | 6  | Legia Warszawa        | Widzew Łódź                      | GKS Katowice                        | 16  | Bogusław Cygan (Stal Mielec)                                                                           | 18 klubów                             |
| 1995/1996                    |   |   | 3  | Widzew Łódź           | Legia Warszawa                   | Hutnik Kraków                       | 29  | Marek Koniarek (Widzew Łódź)                                                                           | 18 klubów                             |
| 1996/1997                    |   |   | 4  | Widzew Łódź           | Legia Warszawa                   | Odra Wodzisław Śląski               | 18  | Mirosław Trzeciak (ŁKS Łódź)                                                                           | 18 klubów                             |
| 1997/1998                    |   |   | 2  | ŁKS Łódź              | Polonia Warszawa                 | Wisła Kraków                        | 14  | Arkadiusz Bąk (Polonia Warszawa) Sylwester Czereszewski (Legia Warszawa) Mariusz Śrutwa (Ruch Chorzów) | 18 klubów                             |
| 1998/1999                    |   |   | 6  | Wisła Kraków          | Widzew Łódź                      | Legia Warszawa                      | 21  | Tomasz Frankowski (Wisła Kraków)                                                                       | 16 klubów                             |
| 1999/2000                    |   |   | 2  | Polonia Warszawa      | Wisła Kraków                     | Ruch Chorzów                        | 19  | Adam Kompała (Górnik Zabrze)                                                                           | 16 klubów                             |
| 2000/2001                    |   |   | 7  | Wisła Kraków          | Pogoń Szczecin                   | Legia Warszawa                      | 18  | Tomasz Frankowski (Wisła Kraków)                                                                       | 16 klubów                             |
| 2001/2002                    |   |   | 7  | Legia Warszawa        | Wisła Kraków                     | Amica Wronki                        | 21  | Maciej Żurawski (Wisła Kraków)                                                                         | 2 grupy po 8 klubów                   |
| 2002/2003                    |   |   | 8  | Wisła Kraków          | Dyskobolia Grodzisk Wielkopolski | GKS Katowice                        | 24  | Stanko Svitlica (Legia Warszawa)                                                                       | 16 klubów                             |
| 2003/2004                    |   |   | 9  | Wisła Kraków          | Legia Warszawa                   | Amica Wronki                        | 20  | Maciej Żurawski (Wisła Kraków)                                                                         | 14 klubów                             |
| 2004/2005                    |   |   | 10 | Wisła Kraków          | Dyskobolia Grodzisk Wielkopolski | Legia Warszawa                      | 25  | Tomasz Frankowski (Wisła Kraków)                                                                       | 14 klubów                             |
| 2005/2006                    |   |   | 8  | Legia Warszawa        | Wisła Kraków                     | Zagłębie Lubin                      | 21  | Grzegorz Piechna (Korona Kielce)                                                                       | 16 klubów                             |
| 2006/2007                    |   |   | 2  | Zagłębie Lubin        | GKS Bełchatów                    | Legia Warszawa                      | 15  | Piotr Reiss (Lech Poznań)                                                                              | 16 klubów                             |
| 2007/2008                    |   |   | 11 | Wisła Kraków          | Legia Warszawa                   | Dyskobolia Grodzisk Wielkopolski    | 23  | Paweł Brożek (Wisła Kraków)                                                                            | 16 klubów                             |
| Ekstraklasa                  |   |   |    |                       |                                  |                                     |     | |                                       |
| 2008/2009                    |   |   | 12 | Wisła Kraków          | Legia Warszawa                   | Lech Poznań                         | 19  | Paweł Brożek (Wisła Kraków) Takesure Chinyama (Legia Warszawa)                                         | 16 klubów                             |
| 2009/2010                    |   |   | 6  | Lech Poznań           | Wisła Kraków                     | Ruch Chorzów                        | 18  | Robert Lewandowski (Lech Poznań)                                                                       | 16 klubów                             |
| 2010/2011                    |   |   | 13 | Wisła Kraków          | Śląsk Wrocław                    | Legia Warszawa                      | 14  | Tomasz Frankowski (Jagiellonia Białystok)                                                              | 16 klubów                             |
| 2011/2012                    |   |   | 2  | Śląsk Wrocław         | Ruch Chorzów                     | Legia Warszawa                      | 22  | Artjoms Rudņevs (Lech Poznań)                                                                          | 16 klubów                             |
| 2012/2013                    |   |   | 9  | Legia Warszawa        | Lech Poznań                      | Śląsk Wrocław                       | 14  | Róbert Demjan (Podbeskidzie Bielsko-Biała)                                                             | 16 klubów                             |
| 2013/2014                    |   |   | 10 | Legia Warszawa        | Lech Poznań                      | Ruch Chorzów                        | 22  | Marcin Robak (Piast Gliwice/Pogoń Szczecin)                                                            | 16 klubów – 2 rundy                   |
| 2014/2015                    |   |   | 7  | Lech Poznań           | Legia Warszawa                   | Jagiellonia Białystok               | 20  | Kamil Wilczek (Piast Gliwice)                                                                          | 16 klubów – 2 rundy                   |
| 2015/2016                    |   |   | 11 | Legia Warszawa        | Piast Gliwice                    | Zagłębie Lubin                      | 28  | Nemanja Nikolić (Legia Warszawa)                                                                       | 16 klubów – 2 rundy                   |
| 2016/2017                    |   |   | 12 | Legia Warszawa        | Jagiellonia Białystok            | Lech Poznań                         | 18  | Marco Paixão (Lechia Gdańsk) Marcin Robak (Lech Poznań)                                                | 16 klubów – 2 rundy                   |
| 2017/2018                    |   |   | 13 | Legia Warszawa        | Jagiellonia Białystok            | Lech Poznań                         | 24  | Carlitos (Wisła Kraków)                                                                                | 16 klubów – 2 rundy                   |
| 2018/2019                    |   |   | 1  | Piast Gliwice         | Legia Warszawa                   | Lechia Gdańsk                       | 24  | Igor Angulo (Górnik Zabrze)                                                                            | 16 klubów – 2 rundy                   |
| 2019/2020                    |   |   | 14 | Legia Warszawa        | Lech Poznań                      | Piast Gliwice                       | 24  | Christian Gytkjær (Lech Poznań)                                                                        | 16 klubów – 2 rundy                   |
| 2020/2021                    |   |   | 15 | Legia Warszawa        | Raków Częstochowa                | Pogoń Szczecin                      | 22  | Tomáš Pekhart (Legia Warszawa)                                                                         | 16 klubów                             |
| 2021/2022                    |   |   | 8  | Lech Poznań           | Raków Częstochowa                | Pogoń Szczecin                      | 20  | Ivi López (Raków Częstochowa)                                                                          | 18 klubów                             |
| 2022/2023                    |   |   | 1  | Raków Częstochowa     | Legia Warszawa                   | Lech Poznań                         | 16  | Marc Gual (Jagiellonia Białystok)                                                                      | 18 klubów                             |
| 2023/2024                    |   |   | 1  | Jagiellonia Białystok | Śląsk Wrocław                    | Legia Warszawa                      | 19  | Erik Expósito (Śląsk Wrocław)                                                                          | 18 klubów                             |
| 2024/2025                    |   |   | 9  | Lech Poznań           | Raków Częstochowa                | Jagiellonia Białystok               | 28  | Eftimis Kuluris (Pogoń Szczecin)                                                                       | 18 klubów                             |

Uwagi:
1. W sezonie 1920 nieligowe rozgrywki I Mistrzostw Polski nie zostały dokończone. Zaplanowaną na termin od 29 sierpnia 1920 do 31 października 1920 rundę finałową MP – ze względu na trwającą wojnę polsko-bolszewicką – odwołano. Przeprowadzono jedynie niepełną fazę eliminacyjną Klasy A – w okręgu krakowskim (od 25 kwietnia 1920) zakończono rozgrywki i wyłoniono zwycięzcę (została nim Cracovia), nie dokończono rozgrywek w okręgach lwowskim (od 6 czerwca 1920) i poznańskim (od 9 maja 1920), zaś w okręgu łódzkim oraz warszawskim zmagań tych nawet nie zainaugurowano;
2. W sezonie 1924 – z powodu przygotowań piłkarskiej kadry narodowej do Igrzysk Olimpijskich w Paryżu, nie rozegrano rundy mistrzowskiej. Wyłoniono natomiast wszystkich mistrzów okręgowych;
3. W sezonie 1927 – pierwszy i jedyny raz w historii, MP przeprowadzono zarówno w formie nieligowej, tj. pucharowej (oficjalnej) oraz ligowej (nieoficjalnej). Z powodu braku zgody PZPN Liga działała całkowicie nielegalnie, mimo iż oprócz Cracovii należały do niej wszystkie czołowe polskie kluby piłkarskie. Dopiero 29 grudnia 1927 – już po zakończeniu wszystkich zmagań – zjazd futbolowej centrali zdecydował post factum, że tytuł mistrza Polski otrzyma zwycięzca rozgrywek ligowych (Wisła Kraków);
4. W sezonie 1939 – z powodu wybuchu II wojny światowej, rozgrywek nie dokończono (przerwano je w trakcie 13. kolejki; 1. miejsce zajmował Ruch Chorzów), a w trakcie niemieckiej okupacji w latach 1940–1945 w ogóle ich nie prowadzono;
5. W sezonie 1951 mistrzostwo Polski przyznano nie zwycięzcy I ligi (Gwardia Kraków), lecz zdobywcy Pucharu Polski (Unia Chorzów). 4 lutego 1951 (jeszcze przed rozpoczęciem rozgrywek ligowych), podczas 35. Walnego Zgromadzenia PZPN w Warszawie, podjęto uchwałę, by – wzorem Związku Radzieckiego – wyniki trwającej edycji Pucharu Polski (było przed fazą finałową, lecz już po tym jak z rywalizacji odpadły dwa kluby ekstraklasy: Górnik Radlin i Lech Poznań) uznać za mistrzostwa Polski, zaś zdobywcy pucharu przyznać jednocześnie tytuł mistrza kraju. Rozgrywki Pucharu Polski rozegrano wówczas po raz pierwszy od 1926. W regulaminie nie określono komu miał przypaść tytuł wicemistrza – finaliście pucharu czy wicemistrzowi ligi. Najlepsza drużyna w lidze otrzymała jedynie tytuł mistrza ligi. 11 czerwca 1989, podczas warszawskiego 62. Walnego Zgromadzenia PZPN, działacze Wisły Kraków wnioskowali o unieważnienie związkowych postanowień z lutego 1951 i przyznanie ich klubowi (jako ówczesnemu zwycięzcy ligi) tytułu mistrza Polski (kosztem Ruchu Chorzów). Uznając, iż nie mają żadnych szans powodzenia w czasach PRL, zdecydowali się na to dopiero w „wolnej Polsce”. Ich petycja została jednak rozpatrzona negatywnie, bowiem zasady walki o krajowy czempionat znane były jeszcze przed rozpoczęciem decydujących gier;
6. 21 czerwca 1993 – dzień po zakończeniu sezonu 1992/1993, Prezydium Zarządu PZPN stosunkiem głosów 5:4 odebrało zwycięzcy ligi – Legii Warszawa – mistrzostwo Polski (podejrzenie przekupstwa w wygranym 6:0 wyjazdowym meczu z Wisłą Kraków w ostatniej kolejce sezonu). Po ostatecznej weryfikacji – decyzją z 10 lipca 1993 – ten sam organ przyznał tytuł mistrzowski Lechowi Poznań, klasyfikując jednocześnie Legię na 2. miejscu w końcowej tabeli. Wszystkie dotychczasowe wnioski dotyczące uchylenia tej decyzji (ostatnie z grudnia 2004 i stycznia 2007) zostały rozpatrzone negatywnie.

## Statystyka

### Klasyfikacja według klubów[2]
W dotychczasowej historii MP na podium stawało w sumie 37 drużyn. Liderem klasyfikacji jest Legia Warszawa (15 mistrzostw), wyprzedzając Ruch Chorzów oraz Górnika Zabrze (po 14 tytułów mistrzowskich).
Stan po zakończeniu sezonu 2024/2025.
| Poz. | Klub                             | Miejsca na podium | Miejsca na podium | Miejsca na podium | Zwycięskie sezony |    |    | |
| ---- | -------------------------------- | ----------------- | ----------------- | ----------------- | --- | -- | -- | --- |
| Poz. | Klub                             | 1.                | Legia Warszawa    | 15                | Zwycięskie sezony | 14 | 14 | 1955, 1956, 1968/1969, 1969/1970, 1993/1994, 1994/1995, 2001/2002, 2005/2006, 2012/2013, 2013/2014, 2015/2016, 2016/2017, 2017/2018, 2019/2020, 2020/2021 |
| 2.   | Ruch Chorzów                     | 14                | 6                 | 9                 | 1933, 1934, 1935, 1936, 1938, 19511, 1952, 1953, 1960, 1967/1968, 1973/1974, 1974/1975, 1978/1979, 1988/1989                              |    |    | |
| 3.   | Górnik Zabrze                    | 14                | 4                 | 7                 | 1957, 1959, 1961, 1962/1963, 1963/1964, 1964/1965, 1965/1966, 1966/1967, 1970/1971, 1971/1972, 1984/1985, 1985/1986, 1986/1987, 1987/1988 |    |    | |
| 4.   | Wisła Kraków                     | 13                | 13                | 10                | 1927, 1928, 1949, 1950, 1977/1978, 1998/1999, 2000/2001, 2002/2003, 2003/2004, 2004/2005, 2007/2008, 2008/2009, 2010/2011                 |    |    | |
| 5.   | Lech Poznań                      | 9                 | 3                 | 7                 | 1982/1983, 1983/1984, 1989/1990, 1991/1992, 1992/19932, 2009/2010, 2014/2015, 2021/2022, 2024/2025                                        |    |    | |
| 6.   | Cracovia                         | 5                 | 2                 | 2                 | 1921, 1930, 1932, 1937, 1948 |    |    | |
| 7.   | Widzew Łódź                      | 4                 | 7                 | 3                 | 1980/1981, 1981/1982, 1995/1996, 1996/1997                                                                                                |    |    | |
| 8.   | Pogoń Lwów                       | 4                 | 3                 | 0                 | 1922, 1923, 1925, 1926 |    |    | |
| 9.   | Warta Poznań                     | 2                 | 5                 | 7                 | 1929, 1947 |    |    | |
| 10.  | Polonia Bytom                    | 2                 | 4                 | 2                 | 1954, 1962 |    |    | |
| 10.  | Śląsk Wrocław                    | 2                 | 4                 | 2                 | 1976/1977, 2011/2012 |    |    | |
| 12.  | Polonia Warszawa                 | 2                 | 3                 | 1                 | 1946, 1999/2000 |    |    | |
| 13.  | ŁKS Łódź                         | 2                 | 1                 | 3                 | 1958, 1997/1998 |    |    | |
| 13.  | Stal Mielec                      | 2                 | 1                 | 3                 | 1972/1973, 1975/1976 |    |    | |
| 15.  | Zagłębie Lubin                   | 2                 | 1                 | 2                 | 1990/1991, 2006/2007 |    |    | |
| 16.  | Raków Częstochowa                | 1                 | 3                 | 0                 | 2022/2023 |    |    | |
| 17.  | Jagiellonia Białystok            | 1                 | 2                 | 2                 | 2023/2024 |    |    | |
| 18.  | Piast Gliwice                    | 1                 | 1                 | 1                 | 2018/2019 |    |    | |
| 18.  | Szombierki Bytom                 | 1                 | 1                 | 1                 | 1979/1980 |    |    | |
| 20.  | Garbarnia Kraków                 | 1                 | 1                 | 0                 | 1931 |    |    | |
| 21.  | GKS Katowice                     | 0                 | 4                 | 4                 | |    |    | |
| 22.  | Zagłębie Sosnowiec               | 0                 | 4                 | 3                 | |    |    | |
| 23.  | Pogoń Szczecin                   | 0                 | 2                 | 3                 | |    |    | |
| 24.  | Dyskobolia Grodzisk Wielkopolski | 0                 | 2                 | 1                 | |    |    | |
| 25.  | AKS Chorzów                      | 0                 | 1                 | 3                 | |    |    | |
| 26.  | Gwardia Warszawa                 | 0                 | 1                 | 2                 | |    |    | |
| 27.  | 1. FC Katowice                   | 0                 | 1                 | 0                 | |    |    | |
| 27.  | GKS Bełchatów                    | 0                 | 1                 | 0                 | |    |    | |
| 27.  | GKS Tychy                        | 0                 | 1                 | 0                 | |    |    | |
| 27.  | Wawel Kraków                     | 0                 | 1                 | 0                 | |    |    | |
| 31.  | Amica Wronki                     | 0                 | 0                 | 2                 | |    |    | |
| 31.  | Lechia Gdańsk                    | 0                 | 0                 | 2                 | |    |    | |
| 33.  | Hutnik Kraków                    | 0                 | 0                 | 1                 | |    |    | |
| 33.  | Odra Opole                       | 0                 | 0                 | 1                 | |    |    | |
| 33.  | Odra Wodzisław Śląski            | 0                 | 0                 | 1                 | |    |    | |
| 33.  | Zagłębie Wałbrzych               | 0                 | 0                 | 1                 | |    |    | |

1 jako zdobywca Pucharu Polski, a nie zwycięzca I ligi – Wisła Kraków.

2 pierwsze miejsce odebrano zwycięzcy I ligi – Legii Warszawa.

### Klasyfikacja według miast
Stan na koniec sezonu 2024/2025.
| Lp. | Miasto                | Miejsca na podium | Miejsca na podium | Miejsca na podium | Miejsca na podium | Drużyny mistrzowskie                     |
| Lp. | Miasto                |                   |                   |                   | Suma              | Drużyny mistrzowskie                     |
| --- | --------------------- | ----------------- | ----------------- | ----------------- | ----------------- | ---------------------------------------- |
| 1.  | Kraków                | 19                | 17                | 13                | 49                | Cracovia, Garbarnia Kraków, Wisła Kraków |
| 2.  | Warszawa              | 17                | 18                | 17                | 52                | Legia Warszawa, Polonia Warszawa         |
| 3.  | Chorzów               | 14                | 7                 | 12                | 33                | Ruch Chorzów                             |
| 4.  | Zabrze                | 14                | 4                 | 7                 | 25                | Górnik Zabrze                            |
| 5.  | Poznań                | 11                | 8                 | 14                | 33                | Lech Poznań, Warta Poznań                |
| 6.  | Łódź                  | 6                 | 8                 | 6                 | 20                | ŁKS Łódź, Widzew Łódź                    |
| 7.  | Lwów                  | 4                 | 3                 | 0                 | 7                 | Pogoń Lwów                               |
| 8.  | Bytom                 | 3                 | 5                 | 3                 | 11                | Polonia Bytom, Szombierki Bytom          |
| 9.  | Wrocław               | 2                 | 4                 | 2                 | 8                 | Śląsk Wrocław                            |
| 10. | Mielec                | 2                 | 1                 | 3                 | 6                 | Stal Mielec                              |
| 11. | Lubin                 | 2                 | 1                 | 2                 | 5                 | Zagłębie Lubin                           |
| 12. | Częstochowa           | 1                 | 3                 | 0                 | 4                 | Raków Częstochowa                        |
| 13. | Białystok             | 1                 | 2                 | 2                 | 5                 | Jagiellonia Białystok                    |
| 14. | Gliwice               | 1                 | 1                 | 1                 | 3                 | Piast Gliwice                            |
| 15. | Katowice              | 0                 | 5                 | 4                 | 9                 | –                                        |
| 16. | Sosnowiec             | 0                 | 4                 | 3                 | 7                 | –                                        |
| 17. | Szczecin              | 0                 | 2                 | 3                 | 5                 | –                                        |
| 18. | Grodzisk Wielkopolski | 0                 | 2                 | 1                 | 3                 | –                                        |
| 19. | Bełchatów             | 0                 | 1                 | 0                 | 1                 | –                                        |
| 19. | Tychy                 | 0                 | 1                 | 0                 | 1                 | –                                        |
| 21. | Gdańsk                | 0                 | 0                 | 2                 | 2                 | –                                        |
| 21. | Wronki                | 0                 | 0                 | 2                 | 2                 | –                                        |
| 23. | Opole                 | 0                 | 0                 | 1                 | 1                 | –                                        |
| 23. | Wałbrzych             | 0                 | 0                 | 1                 | 1                 | –                                        |
| 23. | Wodzisław Śląski      | 0                 | 0                 | 1                 | 1                 | –                                        |

## Uhonorowane kluby
Po zdobyciu określonej liczby tytułów mistrza Polski zezwala się na umieszczanie na koszulce gwiazdki symbolizującej liczbę wywalczonych tytułów mistrzowskich. 
Ustanowiono 3 rodzaje gwiazdek:
- biała gwiazdka – symbolizująca wywalczenie od 1 do 4 tytułów mistrza Polski
- srebrna gwiazdka – symbolizująca wywalczenie od 5 do 9 tytułów mistrza Polski
- złota gwiazdka – symbolizująca wywalczenie 10 i więcej tytułów mistrza Polski

Obecnie (stan na maj 2025) mistrzowskie gwiazdki mają:
- złota gwiazdka:
  -  Legia Warszawa
  -  Ruch Chorzów
  -  Górnik Zabrze
  -  Wisła Kraków
- srebrna gwiazdka:
  -  Lech Poznań
  -  Cracovia
- biała gwiazdka:
  -  Widzew Łódź
  -  Pogoń Lwów
  -  Warta Poznań
  -  Polonia Bytom
  -  Śląsk Wrocław
  -  Polonia Warszawa
  -  ŁKS Łódź
  -  Stal Mielec
  -  Zagłębie Lubin
  -  Szombierki Bytom
  -  Garbarnia Kraków
  -  Piast Gliwice
  -  Raków Częstochowa
  -  Jagiellonia Białystok

## Uczestnicy
Osiemdziesiąt siedem zespołów wzięło udział w 92 ligowych Mistrzostwach Polski, które były prowadzone od 1927 do 1939 i od 1948 do sezonu 2025/26 włącznie. Żadna z drużyn nie była obecna w każdej edycji. Nieligowe Mistrzostwa Polski odbyły się 7-krotnie (w latach 1921-1926 i 1946-1947). Wzięło w nich udział 37 klubów, z czego dwa były obecne w każdej edycji.
Pogrubione zespoły biorące udział w sezonie 2025/26.
| Sez. łącz. | Lig. MP | Nielig. MP | Zespoły | do 1939 | od 1946 |
| ---------- | ------- | ---------- | --- | ------- | ------- |
| 89         | 89      |            | Legia Warszawa | 10      | 79      |
| 86         | 82      | 4          | Wisła Kraków | 15      | 71      |
| 80         | 78      | 2          | Ruch Chorzów | 15      | 65      |
| 73         | 67      | 6          | ŁKS Łódź | 16      | 57      |
| 68         | 68      |            | Górnik Zabrze |         | 68      |
| 66         | 65      | 1          | Lech Poznań |         | 66      |
| 53         | 53      |            | Pogoń Szczecin |         | 53      |
| 51         | 47      | 4          | Cracovia | 15      | 36      |
| 46         | 46      |            | Śląsk Wrocław |         | 46      |
| 39         | 39      |            | Widzew Łódź |         | 39      |
| 38         | 31      | 7          | Polonia Warszawa | 15      | 23      |
| 38         | 36      | 2          | Zagłębie Sosnowiec |         | 38      |
| 37         | 37      |            | Zagłębie Lubin |         | 37      |
| 36         | 35      | 1          | Polonia Bytom |         | 36      |
| 33         | 33      |            | Lechia Gdańsk |         | 33      |
| 32         | 32      |            | GKS Katowice |         | 32      |
| 30         | 30      |            | Stal Mielec |         | 30      |
| 29         | 22      | 7          | Warta Poznań | 18      | 11      |
| 26         | 25      | 1          | Szombierki Bytom |         | 26      |
| 24         | 23      | 1          | Jagiellonia Białystok |         | 24      |
| 23         | 23      |            | Gwardia Warszawa |         | 23      |
| 22         | 22      |            | Odra Opole |         | 22      |
| 18         | 13      | 5          | Pogoń Lwów | 18      |         |
| 18         | 18      |            | Korona Kielce |         | 18      |
| 17         | 17      |            | Arka Gdynia, Wisła Płock |         | 17      |
| 16         | 15      | 1          | Garbarnia Kraków | 10      | 6       |
| 16         | 16      |            | Piast Gliwice |         | 16      |
| 14         | 14      |            | Odra Wodzisław Śląski, Zawisza Bydgoszcz |         | 14      |
| 13         | 13      |            | Warszawianka | 13      |         |
| 13         | 10      | 3          | AKS Chorzów | 4       | 9       |
| 12         | 12      |            | GKS Bełchatów |         | 12      |
| 11         | 11      |            | Amica Wronki, Motor Lublin, Raków Częstochowa , Stal Rzeszów                                                                                                  |         | 11      |
| 10         | 10      |            | Dyskobolia Grodzisk Wielkopolski |         | 10      |
| 8          | 8       |            | Stomil Olsztyn, Górnik Radlin, Olimpia Poznań, Górnik Łęczna                                                                                                  |         | 8       |
| 8          | 6       | 2          | Radomiak Radom |         | 8       |
| 7          | 7       |            | Czarni Lwów | 7       |         |
| 7          | 7       |            | Hutnik Kraków, Bałtyk Gdynia, ROW Rybnik, Polonia Bydgoszcz                                                                                                   |         | 7       |
| 6          | 6       |            | Górnik Wałbrzych, Podbeskidzie Bielsko-Biała, Zagłębie Wałbrzych                                                                                              |         | 6       |
| 6          |         | 6          | KS Lublinianka | 4       | 2       |
| 5          | 5       |            | Bruk-Bet Termalica Nieciecza |         | 5       |
| 4          | 4       |            | Stal Stalowa Wola, Arkonia Szczecin |         | 4       |
| 4          | 3       | 1          | Klub Turystów Łódź | 4       |         |
| 4          | 2       | 2          | TKS Toruń | 4       |         |
| 3          | 3       |            | GKS Tychy, KSZO Ostrowiec Świętokrzyski, Ruch Radzionków, Siarka Tarnobrzeg,                                                                                  |         | 3       |
| 3          | 3       |            | 1. FC Katowice, Śląsk Świętochłowice, WKS 22 pp Siedlce | 3       |         |
| 2          | 2       |            | Igloopol Dębica, Sokół Pniewy, Sokół Tychy, Unia Racibórz, OWKS Kraków, Miedź Legnica, Puszcza Niepołomice                                                    |         | 2       |
| 2          | 2       |            | Dąb Katowice, Hasmonea Lwów, Podgórze Kraków | 2       |         |
| 2          |         | 2          | Wilia Wilno | 2       |         |
| 2          |         | 2          | Czuwaj Przemyśl, Gedania Gdańsk, KKS Olsztyn, Ognisko Siedlce, Orzeł Gorlice, Pocztowy KS Szczecin, Pomorzanin Toruń, Skra Częstochowa, Tęcza Kielce          |         | 2       |
| 2          | 1       | 1          | Rymer Niedobczyce |         | 2       |
| 1          | 1       |            | Lechia Lwów, ŁTSG Łódź, Śmigły Wilno, Jutrzenka Kraków, Union-Touring Łódź                                                                                    | 1       |         |
| 1          | 1       |            | Lechia/Olimpia Gdańsk, Szczakowianka Jaworzno, RKS Radomsko, Górnik Polkowice, Tarnovia Tarnów, Świt Nowy Dwór Mazowiecki, GKS Jastrzębie, Sandecja Nowy Sącz |         | 1       |
| 1          |         | 1          | Iskra Siemianowice Śląskie, Pogoń Wilno, WKS 1 ppLeg Wilno | 1       |         |
| 1          |         | 1          | Burza Wrocław, Grochów Warszawa, Polonia Świdnica, WMKS Katowice, ZZK Łódź                                                                                    |         | 1       |